# Scrierea harappă

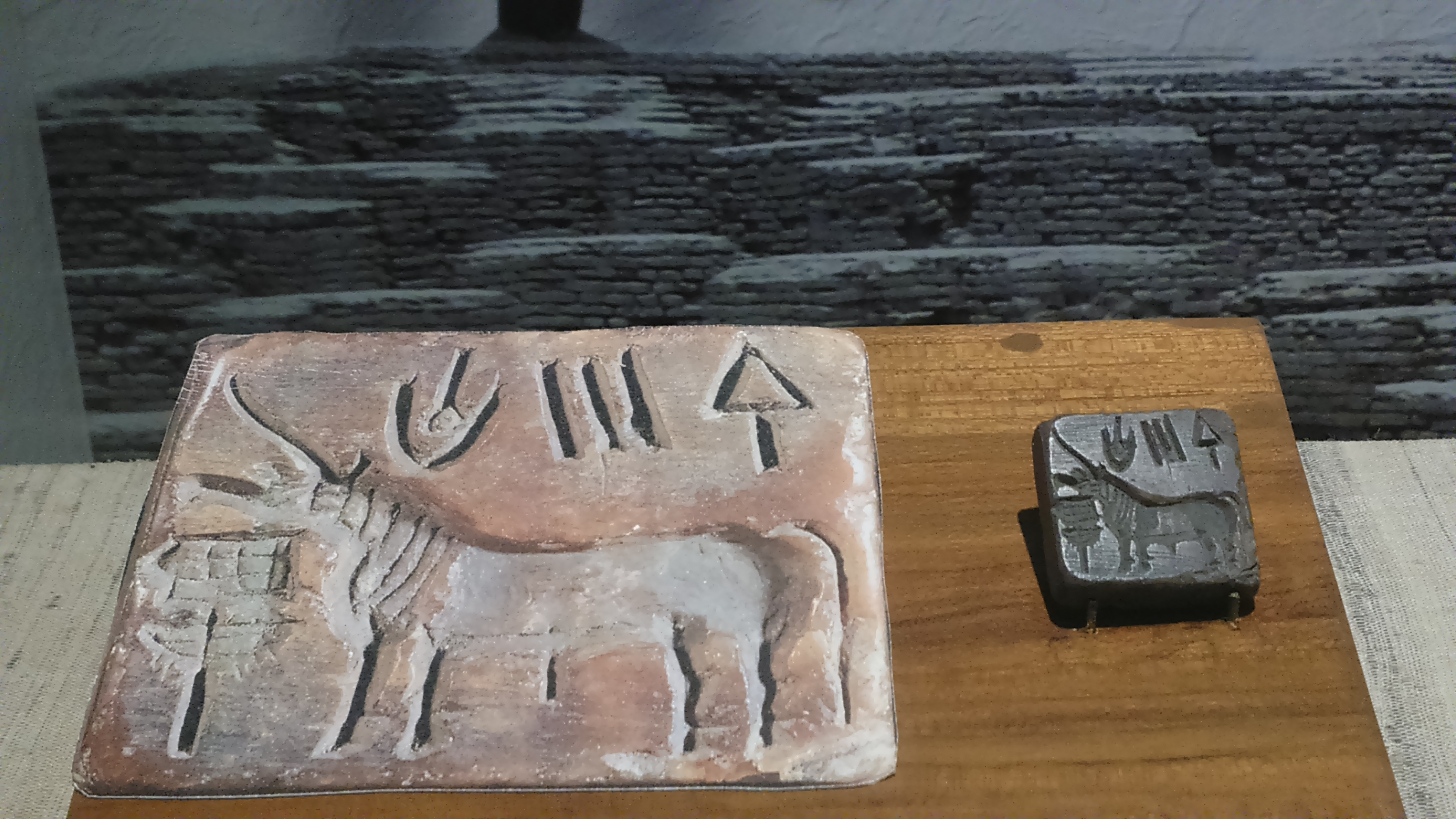
O tăbliță cu un unicorn și câteva caractere din Muzeul Indiei.

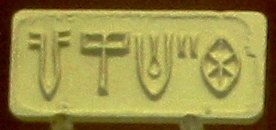
O tăbliță cu 5 carectere.

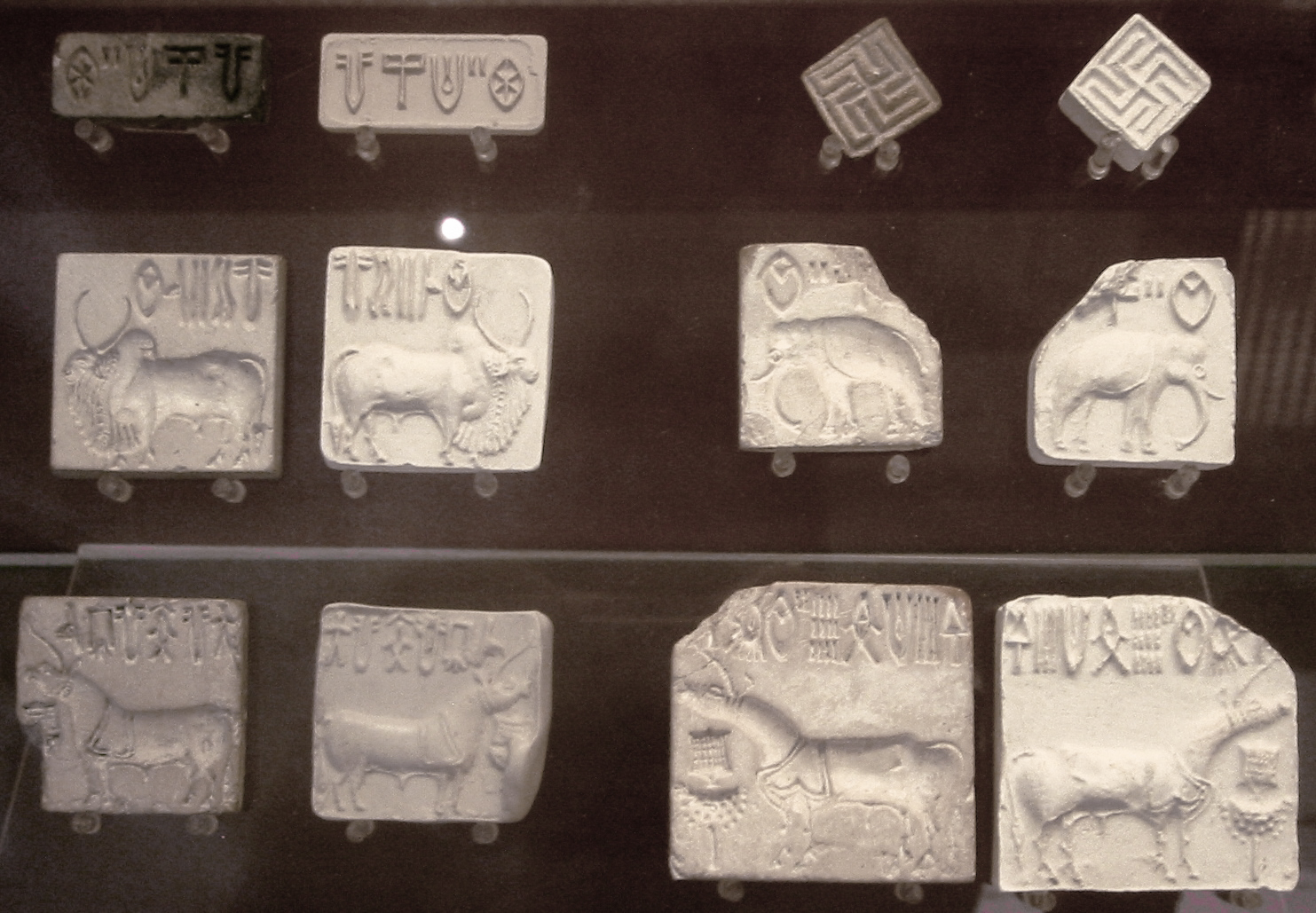
O colecție de tăblițe imprimate.

Scrierea de la Valea Indului (cunoscute și ca scrierea harappă) sunt un set de simboluri create de Civilizația de la Valea Indului, care se-a dezvoltat în perioada dintre 3500 î. e. n. și 1900 î. e. n.. Majoritatea sigiliilor astea sunt foarte scurte (având doar câteva simboluri), lucru care face extrem de complicată descifrarea lor. Ea s-a efectuat în cele mai multe dintre cazuri cu martițe cilindrice (sigilii). Nu s-au găsit inscripții biligve care să ajute la descifrarea scrierii, ea ne arătând schimbări semnificative de-a lungul timpului.
Prima publicare a sistemului ăstuia de scriere a fost în 1875, într-un desen făcut de Alexander Cunningham. De atunci, peste 4.000 de artefacte au fost descoperite. La începutul anilor’ 70, Iravatham Mahadevan a publicat eșantioane de texte ale scrierii de pe Valea Indului, constând în 3.700 de sigilii cu 417 semne distincte în modele specifice.

## Caracteristici

O inscripție cu 10 caractere de la Dholavira.

Caracterele sunt în mare parte desene foarte stilizate, dar există și unele abstracte. Scrierea s-a efectuat de la dreapta la stânga. Cele mai folosite caractere sunt în număr de aproximativ 400. Un număr atât de mare de caractere indică faptul că scrierea ar putea să nu fie una fonografică, ea fiind una logografică.

## Încercări în descifrare
De-a lungul anilor au fost propuse numeroase descifrări, dar nu există un consens științific stabilit. Următorii factori sunt de obicei considerați ca fiind cele mai mari obstacole în calea unei descifrare reușită:
- limba subiacentă nu a fost identificată, deși aproximativ 300 de împrumuturi din Rigveda reprezintă un bun punct de pornire pentru comparație;
- numărul mediu de caractere este de 5, iar cea mai lungă inscripție are 26 de caractere;
- nu s-au descoperit texte bilingve (ca Piatra din Rosetta sau ca Inscripția de la Behistun)

Tema este populară în rândul cercetătorilor amatori și au existat revendicări de descifrare.